# Alain Prévost
Pour les articles homonymes, voir Prévost.
Alain Prévost, né le 29 août 1930 à Paris et mort le 19 décembre 1971 à Chartres, est un écrivain français, fils de Jean Prévost et de Marcelle Auclair.

## Biographie
En 1944, âgé de 13 ans et demi, il rejoint sa famille dans le Vercors. Il y est témoin de violents combats. Son père, résistant, est tué dans le Vercors par des soldats allemands en juillet 1944. Après la Libération, il poursuit des études à Paris, en Angleterre, aux États-Unis et au Canada où il obtient à Montréal son baccalauréat en 1946. De 1947 à 1951, il étudie à l'université de Princeton où il se spécialise dans l'histoire des littératures anglo-saxonnes, il voyage à travers l'Amérique en exerçant divers métiers d'occasion et fait la rencontre de sa future épouse, parente d'un haut diplomate.
De 1951 à 1953, il travaille comme journaliste au bureau de l'Agence France-Presse de New York.
De retour en France, il acquiert en juin 1959 à Saint-Loup (Eure-et-Loir) l'ancien presbytère, pour y trouver le calme nécessaire pour écrire ses romans, ainsi que des œuvres destinées à la jeunesse qu'il publie sous le pseudonyme d'Hugues Varnac. En 1963, il reçoit le prix Roberge de l'Académie française pour ses romans Le chalutier minium et Le peuple impopulaire. 
C'est au café du village de Saint-Loup (Eure-et-Loir), au cours de parties de billard, qu'il rencontre Ephraïm Grenadou, agriculteur, dont les histoires le captivent. Il décide de lui faire raconter sa vie et, d'octobre 1965 à février 1966, le reçoit chez lui deux soirs par semaine. À la fin de l'année 1966, le livre contenant le récit de sa vie intitulé Grenadou, paysan français sort. Son ouvrage connaît un certain succès ; il reçoit des mains d'Edgar Faure, ministre de l'Agriculture, le prix Eugène-Le-Roy.
En 1967, il devient producteur radiophonique sur France Culture.
Sa dernière œuvre Le violon de Vincent, écrite pour la télévision, se passe dans le Vercors et est inspiré de la vie de Fabien Rey, un marginal vivant avec ses chiens qu'il a connu en 1944. Elle est mise en scène par le réalisateur Jean-Pierre Gallo, avec Charles Vanel dans le rôle principal (Vincent), et sa sœur, la comédienne Françoise Prévost dans le rôle de l'infirmière. Le téléfilm est diffusé sur la deuxième chaîne de l'ORTF le mercredi 12 décembre 1973.

### Mort et descendance
Le dimanche 19 décembre 1971, en fin d'après-midi, alors qu'il revient d'une partie de chasse et qu'il se trouve dans sa maison de Saint-Loup, il s'effondre subitement et demeure sans connaissance. Il est transporté d'urgence au centre hospitalier de Chartres où tous les efforts tentés pour le ranimer restent vains.
Ses obsèques sont célébrées à Saint-Loup le 21 décembre 1971, il y est enterré.
Marié, il est père de deux enfants, nés en 1953 et 1955. Sandrine Prévost-Servent, petite-fille installée à Saint-Loup en 2020, ouvre exceptionnellement l'ancien presbytère en novembre 2024 à l'occasion du festival Ar(t)chipel en Eure-et-Loir.

## Œuvres
- Le peuple impopulaire, roman, postface de Vercors, Éditions du Seuil, 1956 (réédité en 2011 chez La Thébaïde)
- Bonne chance quand même, roman, Éditions du Seuil, 1957
- Le chalutier Minium, roman, Éditions du Seuil, 1959
- Le port des absents, roman, Éditions du Seuil, 1967
- Adieu, Bois de Boulogne, nouvelles, Éditions du Seuil, 1972
- L'Équitation, un art, une passion, avec Michel Henriquet, Le Seuil, 1972
- Grenadou, paysan français, avec Ephraïm Grenadou et une préface de Claude Mesliand, Le Seuil, 1966 (réédité à plusieurs reprises depuis 1978 dans la collection Points-Histoire)  (ISBN 978-2-02-004825-5)

## Réalisation
- Transhumance I, Le Voyage, avec Jean-Pierre Gallo, ORTF, 1971
- José-Luis Aranguren, ORTF, 1975

## Scénario
- Le violon de Vincent de Jean-Pierre Gallo, scénario pour la télévision, 1973